# Médersa Joubor Kalon
La médersa Joubor Kalon se trouve dans la ville de Boukhara en Ouzbékistan. Elle est fondée entre le XVe siècle et le XVIIe siècle, comme la plupart des monuments historiques de Boukhara. Aux XVIIIe siècle-XIXe siècle elle est intégrée au réseau de l'enseignement de la ville de Boukhara. Au XIXe siècle, elle est utilisée comme école musulmane : des étudiants y viennent de tout le Turkestan, et aussi des villes de Khiva, Samarcande, Tachkent, et encore des Tatars. Aujourd'hui, la médersa reste un monument architectural qui est entré dans la Patrimoine mondial de l'UNESCO.(n°602-Ville de Boukhara).

## Situation dans la ville
La médersa se trouve dans la partie sud-ouest de la ville à proximité d'une zone de parcs : à l'intersection de trois rues : la rue Joubor, la rue Imam Gazoli Vali et la Hauzy Nau. Plusieurs autres monuments sont proches de la médersa Joubor Kalon : la médersa Validaï Abdoul Aziz-khan, le complexe architectural du Califat Khoudoydod, l'hôtel Olmos construit dans le style de l'architecture de Boukhara.

## Description et état actuel
Cette médersa est construite en brique sur un seul niveau. Les deux ailes du bâtiment sont symétriques . L'entrée principale est un portail décoré, qui n'est pas entièrement reconstitué lors par sa restauration.
Chaque pièce de la médersa a sa propre entrée, orientée comme le portail. Chaque chambre dispose d'un pandjara sur la façade du bâtiment. En face de chaque entrée est disposée une niche en forme d'arc qui protège partiellement les murs et les portes du soleil.